# Neoliodes
Neoliodes är ett släkte av kvalster. Neoliodes ingår i familjen Neoliodidae.

## Dottertaxa tillNeoliodes, i alfabetisk ordning[1]
- Neoliodes alatus
- Neoliodes backstroemi
- Neoliodes bataviensis
- Neoliodes canaliculatus
- Neoliodes capensis
- Neoliodes concentricus
- Neoliodes elongatus
- Neoliodes eques
- Neoliodes floridensis
- Neoliodes funafutiensis
- Neoliodes globosus
- Neoliodes hawaiiensis
- Neoliodes ionicus
- Neoliodes kornhuberi
- Neoliodes lamellatus
- Neoliodes lanceosetosus
- Neoliodes lawrencei
- Neoliodes longipes
- Neoliodes marplatensis
- Neoliodes mauritius
- Neoliodes modestior
- Neoliodes nigricans
- Neoliodes notactis
- Neoliodes ocellatus
- Neoliodes polysetosus
- Neoliodes porcellus
- Neoliodes pyramidalis
- Neoliodes ramosus
- Neoliodes rugosus
- Neoliodes segestris
- Neoliodes silvestris
- Neoliodes sqamiger
- Neoliodes striatus
- Neoliodes swezeyi
- Neoliodes terrestris
- Neoliodes theleproctus
- Neoliodes wakensis
- Neoliodes vermiculatus
- Neoliodes zimmermanni